# 687
Cette page concerne l'année 687  du calendrier julien. Pour l'année 687 av. J.-C., voir 687 av. J.-C.
L'année 687 est une année commune qui commence un mardi.

## Événements
- 3 avril :
  - l'insurrection chiite de Moukhtar ath-Thaqafi, ancien secrétaire de `Ali, à Kufa, au nom de Muhammad ibn al-Hanafiya, fils de Ali mais non de Fatima, est réprimée par Mous'ab, le demi-frère du calife mecquois Abd Allah ibn az-Zubayr[1].
  - Chine : razzia des Turcs orientaux jusqu'à Changping au nord de Taiyuan[2].

- Juin[3] : bataille de Tertry. Pépin de Herstal maire du palais d'Austrasie  soutenu par certains grands de Neustrie défait les Francs de Bourgogne et de Neustrie conduits par Berchaire, maire du palais de Neustrie. Ce dernier meurt peu après, le roi Thierry III et son trésor sont mis sous surveillance, Pépin II peut gouverner toute la Gaule et devient maire dans les trois royaumes. Il nomme Nordebert comte de Paris, pour le représenter en Neustrie[4]. Il tente de redonner au royaume ses anciennes frontières mais son autorité est nulle au sud de la Loire et en Bourgogne.

- Automne : les Turcs orientaux qui attaquent le Shanxi sont repoussés de Chine[2].

- 24 novembre : sacre d'Égica, roi des Wisigoths (fin en 702)[5]. Au début de son règne Égica aurait supprimé la loi sur le baptême forcé[6], mais il oblige les Juifs d'Espagne à vendre, à un prix fixé par le roi, les vignes, les terres, les bâtiments et les esclaves qu’ils avaient achetés à des chrétiens. Cette politique ne peut être appliquée avec succès.
- 15 décembre : début du pontificat de Serge Ier (fin en 701)[7], en concurrence avec les antipapes Théodore II et Pascal[8].

- Justinien II rompt la paix avec les Bulgares. Il attaque leurs alliés slaves mais tombe dans une embuscade et doit négocier une nouvelle paix[9].
- Mul, roi de Kent depuis 686, est brûlé vif par ses sujets. Son frère Cædwalla de Wessex envahit le Kent en punition[10].
- Début de la construction de la mosquée d'Omar à Jérusalem (fin en 691-692)[11].

## Décès en 687
- 20 mars : Cuthbert de Lindisfarne
- 15 novembre : Flavius Ervigius, roi des Wisigoths.
- 21 septembre : Conon, pape.